# Chakhyung-Kloster
| Tibetische Bezeichnung                    |
| ----------------------------------------- |
| Tibetische Schrift: བྱ་ཁྱུང་དགོན་             |
| Wylie-Transliteration: bya khyung dgon pa |
| Chinesische Bezeichnung                   |
| Vereinfacht: 夏琼寺                       |
| Pinyin:Xiàqióng sì                        |

Das Chakhyung-Kloster (tib. bya khyung dgon pa; chinesisch 夏琼寺, Pinyin Xiàqióng sì) im Autonomen Kreis Hualong (Bayen) der Hui von Haidong in der chinesischen Provinz Qinghai (ca. 95 km von Xining) ist eines der bedeutenden großen Gelbmützen (Gelugpa)-Lamaklöster des tibetischen Buddhismus in Zentral-Amdo und eines der ältesten. Es gehört zu der Gemeinde (chin.) Chafu 查甫乡.
Der Ort ist die Geburtsstätte der von dem tibetisch-buddhistische Reformator Tsongkhapa (1357–1419) gegründeten Gelugpa-Schule des tibetischen Buddhismus. Hier begann er seine Ausbildung. Das Kloster wurde 1349 von Chöje Döndrub Rinchen (1309–1385), dem ersten Lehrer von Tsongkhapa, gegründet. Zu seiner Blütezeit hatte das Kloster mehr als 4.130 Mönche und es gab 75 Tempel darin; seine Gesamtfläche beträgt zwanzig Hektar. Das Kloster ist ein Denkmal der Provinz Qinghai. Seit 2013 steht es auf der Denkmalsliste der Volksrepublik China.